# Lovat
Lovat (ryska: Ловать) är en flod i Belarus och Ryssland. Den rinner upp i Belarus norr om Vitebsk och flyter åt norr till sjön Ilmen.